# Идрис, Абдуллах Мухаммед
Абдуллах Мухаммед Идрис (араб. عبدالله محمد ادريس‎, англ. Abdullah Mohammed Idris, род. 21 марта 1993) — египетский шоссейный и трековый велогонщик.

## Карьера
С 2013 по 20163 год принял участие в таких гонках как Тур Шарджи, Тур Египта, Тур Марокко, Тур Руанды, Кубок ОАЭ, Вызов Зелёного марша, Вызов принца. Несколько раз стартовал на чемпионате Африки по шоссейному велоспорту.
Принял участие на  Африканских играх 2015 года, проходивших в Браззавиль (Республика Конго), где выступил в групповой гонке, финишировав в большой группе примерно из 40 гонщиков в 30-и секундах позади победителя, заняв в итоге 14-е место.
В 2016 году сначала стал третьим на чемпионате Египта в групповой гонке, а затем на Чемпионате Африки по трековому велоспорту завоевал две бронзовые медали в командной гонке преследования и командном спринте.

## Достижения

### Шоссе
2015
3-й (TTT) этап Тур Египта
2016
3-й Чемпионат Египта — групповая гонка

### Трек
2016
 Чемпионат Африки — командный спринт (с Ислам Шавки, Ислам Рамадан)
 Чемпионат Африки — командная гонка преследования (с Ислам Насер, Ислам Шавки, Ислам Рамадан)